# Merle Randall
Merle Randall(29 de enero de 1888 - 17 de marzo de 1950) fue un fisicoquímico estadounidense famoso por su trabajo junto con Gilbert N. Lewis, durante un período de 25 años, en la medición de la energía libre de compuestos.  Juntos, publicaron en 1923 el libro Termodinámica y la Energía Libre de Sustancias Químicas  el cual se convirtió en una obra clásica en el área de la termodinámica química.
En 1932, Randall escribió dos artículos científicos con Mikkel Frandsen: "El Potencial del Electrodo Estándar de Hierro y el Coeficiente de Actividad del Cloruro Ferroso," y "Determinación de la Energía Libre del Hidróxido Ferroso a partir de Mediciones de la Fuerza Electromotriz."

## Educación
Randall completó su PhD en el Instituto Tecnológico de Massachusetts en 1912 con su trabajo en "Estudios sobre Energía Libre".

## Tema relacionado
Basado en el trabajo de J. Willard Gibbs, se sabe que las reacciones químicas evolucionan a un equilibrio determinado por la energía libre de las sustancias que participan de la reacción. Usando este principio, durante 25 años Gilbert Lewis trabajó determinando energías libres de diversas sustancias. En 1923, él y Randall publicaron los resultados de su estudio y formalizaron la termodinámica química.
Según indicó el termodinámico belga Ilya Prigogine, el libro de Randall y Lewis fue funadmental en reemplazar el uso del término "Afinidad" por el término "Energía libre" en muchas partes del mundo.